# Instabile (Nek)
Instabile è un singolo del cantautore italiano Nek, il primo estratto dall'album in studio Nella stanza 26 e pubblicato il 10 novembre 2006. È stato frequentemente trasmesso in radio, irrompendo direttamente ala posizione numero 5 dell'airplay.

## La canzone
Instabile è stato interamente composto da Nek insieme con Andrea Amati.
Il brano è stato reinterpretato in lingua greca da Giorgios Lianos e reintitolato Panda tha ponai.

## Tracce
1. Instabile – 3:33
2. Vértigo (versione spagnola) – 3:33

## Formazione
- Nek - voce, cori, chitarra acustica
- Gabriele Cicognani - basso
- Pier Foschi - batteria
- Max Costa - tastiera
- Paolo Costa - basso
- Alfredo Golino - batteria addizionale
- Dado Parisini - tastiera
- Massimo Varini - chitarra elettrica
- Emiliano Fantuzzi - chitarra addizionale

## Classifiche
| Classifica (2006) | Posizione raggiunta |
| ----------------- | ------------------- |
| Italia            | 3                   |
| Svizzera          | 47                  |